# Bernathonomus piperita
Bernathonomus piperita är en fjärilsart som beskrevs av Herrich-Schäffer 1855. Bernathonomus piperita ingår i släktet Bernathonomus och familjen björnspinnare. Inga underarter finns listade i Catalogue of Life.